# Lindingaspis ferrisi
Lindingaspis ferrisi är en insektsart som beskrevs av Mckenzie 1950. Lindingaspis ferrisi ingår i släktet Lindingaspis och familjen pansarsköldlöss. Inga underarter finns listade i Catalogue of Life.